# Gol-e Zard
Gol-e Zard (persiska: گل زرد, گُل زَرد, Gol-e Zard-e Mālmīr, گُلِ زَردِ مالمير) är en ort i Iran.   Den ligger i provinsen Markazi, i den centrala delen av landet, 300 km sydväst om huvudstaden Teheran. Gol-e Zard ligger 2 132 meter över havet och antalet invånare är 110.
Terrängen runt Gol-e Zard är kuperad. Runt Gol-e Zard är det ganska tätbefolkat, med 172 invånare per kvadratkilometer. Närmaste större samhälle är Hendūdūr, 9,9 km nordost om Gol-e Zard. Trakten runt Gol-e Zard består i huvudsak av gräsmarker.